# Símbols de la Colúmbia Britànica
La província canadenca de la Colúmbia Britànica ha establert diversos símbols provincials.
| Símbol           | Nom                                       | Imatge                                 | Adopció | Observacions |
| ---------------- | ----------------------------------------- | -------------------------------------- | ------- | --- |
| Escut d'armes    | Escut d'armes de la Colúmbia Britànica    | Escut d'armes de la Colúmbia britànica | 1987    | L'escut d'armes va ser atorgat per Sa Majestat la Reina Elisabet II del Regne Unit el 15 d'octubre de 1987. |
| Motto            | Splendor sine occasu                      |                                        | 1987    | "Esplendor sense disminució" |
| Escut provincial | Escut provincial de la Colúmbia Britànica |                                        | 1906    | Atorgat pel rei Eduard VII, es troba inclòs en l'escut d'armes. Està reservat per a l'ús de les tres branques del govern (executiva, legislativa i judicial), així com dels consells d'assessoria i tribunals de la Corona.                                                             |
| Bandera          | Bandera de la Colúmbia Britànica          | Bandera de la Colúmbia Britànica       | 1960    | Adoptada el 1960, la bandera provincial duplica el disseny de l'escut d'armes. |
| Flor             | Pacific dogwood                           | Pacific dogwood                        | 1956    | La "Cornus nuttallii" va ser adoptada el 1956 com a emblema floral. Es tracta de la flor del Dogwood del Pacífic, un arbre de sis a vuit metres d'altura i que floreix a l'abril. A la tardor llueix unes baies de color vermell brillant. És il·legal recollir flors de dogwood.       |
| Mamífer          | Ós de Kermode                             | Ós de Kermode                          | 2006    | L'os de Kermode (Ursus americanus kermodei) també anomenat "Spirit bear" va afegir-se a la llista de símbols oficials l'abril del 2006. La major concentració es pot trobar a la costa central i a la costa nord.                                                                       |
| Ocell            | Gaig de Steller                           | Steller's jay                          | 1987    | El gaig de Steller's (Cyanacitta stelleri) es va convertir en l'ocell oficial el 17 de desembre de 1987. De color blau i negre vibrant, es troba per tota la província. |
| Peix             | Salmó del Pacífic                         | Salmó del Pacífic                      | 2013    | El salmó del Pacífic (Oncorhynchus) s'afegí a la llista de símbols oficials el febrer de 2013. |
| Arbre            | Cedre vermell occidental                  | Cedre vermell occidental               | 1988    | El cedre vermell occidental o del Pacífic (Thuja plicata donn) va adoptar-se com a arbre oficial el 18 de febrer de 1988. Històricament, l'arbre ha tingut un paper clau en la vida de les primeres nacions de la Costa occidental i continua sent un recurs valuós per a la província. |
| Gemma            | Jade                                      | Jade                                   | 1968    | Es va convertir en l'emblema mineral oficial el 1968. El jade és el nom amb què es coneix comercialment un grup de minerals (normalment la nefrita). S'extreu en moltes zones de la província.                                                                                          |
| Tartà            | Blau, blanc, verd, vermell i groc.        |                                        | 1974    | Adoptat el 1974, té cinc colors, cadascun amb la seva pròpia significació: el blau per a l'oceà, el blanc per la flor de Dogwood, el verd pels boscos, el vermell per la fulla d'auró i el groc per la corona i el sol de l'escut i la bandera.                                         |